# Madeleine McGraw
Madeleine McGraw (22 december 2008) is een Amerikaanse kindacteur. Ze kreeg vooral naamsbekendheid door haar rollen in American Sniper, The Black Phone en de televisieseries Outcast en Bones.

## Filmografie

### Film
- 2014: American Sniper, als McKenna
- 2017: Cars 3, als Maddy McGear (stem)
- 2018: Pacific Rim: Uprising, als jonge Amara
- 2018: Ant-Man and the Wasp, als jonge Hope van Dyne
- 2019: Toy Story 4, als Bonnie Anderson (stem)
- 2019: The Mandela Effect, als Sam
- 2021: The Mitchells vs. the Machines, als jonge Katie (stem)
- 2022: The Black Phone, als Gwen
- 2022: The Harbinger, als Rosalie Snyder

### Televisie
- 2014: Bones, als Molly Blake
- 2014: Selfie, als Little Girl
- 2016: Clarence, als Rita / Patsie (stem)
- 2016-2017: Outcast, als Amber Barnes
- 2018: Reverie, als Brynn
- 2018: Criminal Minds, als Naomi Shaw
- 2021-2022: Secrets of Sulphur Springs, als Zoey Campbell
- 2023: What If...?, als Hope van Dyne (stem)